# Associazione Calcio Milano 1941-1942
Questa voce raccoglie le informazioni riguardanti l'Associazione Calcio Milano nelle competizioni ufficiali della stagione 1941-1942.

## Stagione

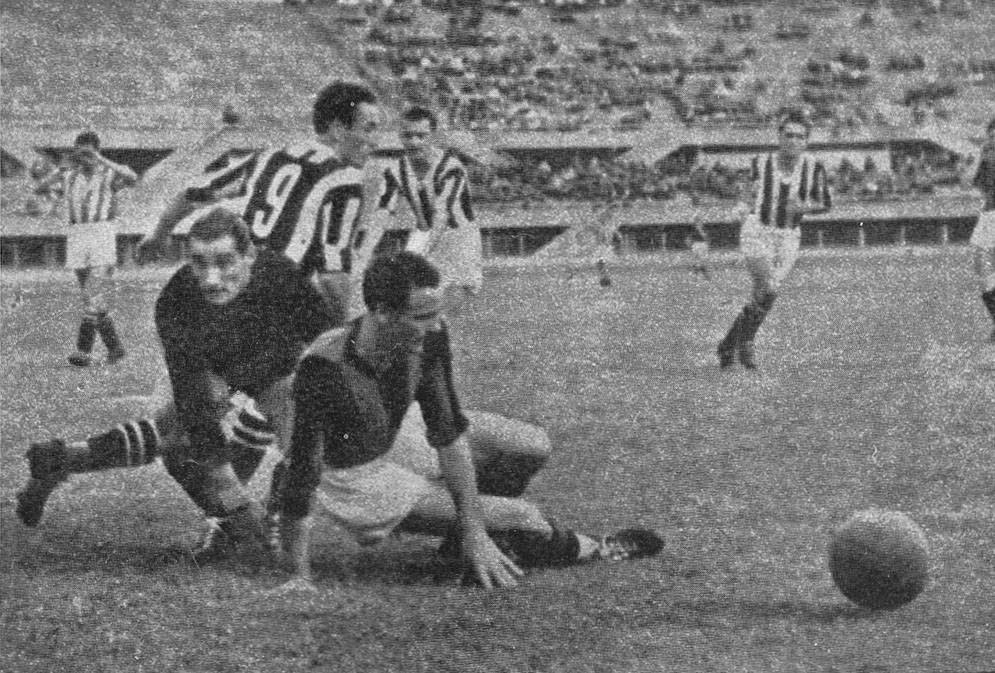
Un frangente della finale di ritorno della Coppa Italia 1941-1942, la prima raggiunta dal Milano nella sua storia; si riconosce il portiere rossonero Giovanni Rossetti (a sinistra) intento, assieme a un compagno di squadra, a sbrogliare un attacco della allo stadio Mussolini di Torino.

A causa delle difficoltà causate dalla seconda guerra mondiale, in questa stagione il Milano disputa le gare interne all'Arena Civica abbandonando temporaneamente San Siro: quest'ultimo è infatti raggiungibile con difficoltà dai tifosi per via della penuria di energia elettrica, che è indispensabile per far funzionare i tram che portano i rossoneri allo stadio.
La dirigenza dei rossoneri appronta un calciomercato volto a rafforzare la squadra con l'acquisto, tra gli altri, di Giovanni Rossetti, Luigi Rosellini e Angelo Bollano. Sulla panchina c'è l'avvicendamento tra Guido Ara e Mario Magnozzi, che diventa il nuovo allenatore del Milano. 
Il campionato disputato dai rossoneri è mediocre: dopo un buon inizio, il Milano cala fortemente nella seconda parte della stagione (nelle ultime sette partite i rossoneri fanno tre pareggi e quattro sconfitte), classificandosi alla fine del torneo al 10º posto, a pari punti con Fiorentina e Liguria, non lontano dalla zona retrocessione. Causa di questo deludente risultato è il pessimo comportamento della difesa, che incassa ben 53 reti. L'unica soddisfazione è la conquista, per la terza volta, del titolo di capocannoniere della Serie A da parte di Aldo Boffi.
Il comportamento del Milano in Coppa Italia è differente: i rossoneri raggiungono per la prima volta la finale della competizione, dove vengono sconfitti solo nella sfida di ritorno dalla Juventus.

## Divise
| Casa | Trasferta |

## Organigramma societario
Area direttiva
- Presidente: -
- Commissario straordinario: Umberto Trabattoni
- Segretario: Angelo Monti

Area tecnica
- Allenatore: Mario Magnozzi
- Direttore tecnico: Antonio Busini

Area sanitaria
- Medico sociale: Giuseppe Veneroni
- Massaggiatore: Luigi Grossi

## Rosa
| N. |                   | Ruolo | Calciatore        |
| -- | ----------------- | ----- | ----------------- |
|    | Italia (bandiera) | P     | Gianni Mattioni   |
|    | Italia (bandiera) | P     | Giovanni Rossetti |
|    | Italia (bandiera) | P     | Mario Zorzan      |
|    | Italia (bandiera) | D     | Enrico Boniforti  |
|    | Italia (bandiera) | D     | Dante Guagnetti   |
|    | Italia (bandiera) | D     | Leandro Remondini |
|    | Italia (bandiera) | D     | Gianni Toppan     |
|    | Italia (bandiera) | D     | Franco Ventura    |
|    | Italia (bandiera) | C     | Giuseppe Antonini |
|    | Italia (bandiera) | C     | Giorgio Granata   |

| N. |                   | Ruolo | Calciatore                 |
| -- | ----------------- | ----- | -------------------------- |
|    | Italia (bandiera) | C     | Luigi Rosellini            |
|    | Italia (bandiera) | C     | Ernesto Sandroni           |
|    | Italia (bandiera) | C     | Paolo Todeschini           |
|    | Italia (bandiera) | C     | Piero Trapanelli           |
|    | Italia (bandiera) | C     | Giuseppe Vannucci          |
|    | Italia (bandiera) | A     | Aldo Boffi                 |
|    | Italia (bandiera) | A     | Angelo Bollano             |
|    | Italia (bandiera) | A     | Gino Cappello              |
|    | Italia (bandiera) | A     | Amedeo Degli Esposti       |
|    | Italia (bandiera) | A     | Giuseppe Meazza (capitano) |

## Calciomercato
| Acquisti | Acquisti          | Acquisti | Acquisti |
| R.       | Nome              | da       | Modalità |
| -------- | ----------------- | -------- | -------- |
| A        | Angelo Bollano    | Liguria  | -        |
| A        | Stefano Ferrari   | Seregno  | -        |
| C        | Luigi Rosellini   | Napoli   | -        |
| P        | Giovanni Rossetti | Redaelli | -        |
| C        | Ernesto Sandroni  | Savona   | -        |
| A        | Piero Trapanelli  | Redaelli | -        |
| D        | Franco Ventura    | Seregno  | -        |

| Cessioni | Cessioni           | Cessioni | Cessioni |
| R.       | Nome               | a        | Modalità |
| -------- | ------------------ | -------- | -------- |
| D        | Bruno Berra        | Napoli   | -        |
| D        | Giuseppe Bonizzoni | Padova   | -        |
| A        | Pietro Buscaglia   | Savona   | -        |
| A        | Natale Faccenda    | Pisa     | -        |
| C        | Piero Maronati     | Como     | -        |
| C        | Ulderico Meanti    | Napoli   | -        |
| C        | Umberto Menti      | Napoli   | -        |
| P        | Egidio Micheloni   | Juventus | -        |
| A        | Ermenegildo Orzan  | Udinese  | -        |

## Risultati

### Serie A

#### Girone di andata
| Arbitro: | Pizziolo (Firenze) |

|                                                                    |           |                |
| Bollano 10’, 32’ Boffi 23’, 53’, 65’ Cappello IV 29’ Rosellini 61’ | Marcatori | 34’ Del Grosso |

| Arbitro: | Curradi (Firenze) |

|                            |           |                    |
| Menti I 16’ Umberto Busani | Marcatori | 56’ (rig.) Bollano |

| Arbitro: | Ciamberlini (Genova) |

|                               |           |  |
| Marchese 10’ (aut.) Boffi 63’ | Marcatori |  |

| Arbitro: | Dattilo (Roma) |

|                                   |           |                |
| Banfi 12’ Colaussi 27’ Lushta 42’ | Marcatori | 79’, 87’ Boffi |

| Arbitro: | Scarpi (Dolo) |

|                                |           |  |
| Cappello IV 15’, 47’ Boffi 16’ | Marcatori |  |

| Arbitro: | Bertolio (Torino) |

|                            |           |  |
| Di Pasquale 29’ Donati 45’ | Marcatori |  |

| Arbitro: | Scorzoni (Bologna) |

|                                        |           |                                   |
| Degano 16’, 82’ Gei 41’ Valcareggi 88’ | Marcatori | 60’, 85’ Rosellini 87’ Todeschini |

| Arbitro: | Biancone (Roma) |

|           |           |                         |
| Boffi 50’ | Marcatori | 14’, 16’, 46’ Fabbri IV |

| Arbitro: | Moretti (Genova) |

|                         |           |  |
| Pernigo 36’ Alberti 55’ | Marcatori |  |

| Arbitro: | Curradi (Firenze) |

|                       |           |                              |
| Boffi 41’ Bollano 49’ | Marcatori | 16’ Tosolini 50’ De Filippis |

| Arbitro: | Pizziolo (Firenze) |

|              |           |  |
| Menti II 59’ | Marcatori |  |

| Arbitro: | Mattea (Torino) |

|                                     |           |                       |
| Boffi 19’ Rosellini 41’ Bollano 52’ | Marcatori | 33’ Meroni 71’ Parvis |

| Arbitro: | Moretti (Genova) |

|                            |           |                |
| Piola 22’ Romagnoli II 60’ | Marcatori | 14’, 68’ Boffi |

| Arbitro: | Zelocchi (Modena) |

|                            |           |            |
| Degli Esposti 6’ Boffi 37’ | Marcatori | 38’ Quario |

| Arbitro: | Scorzoni (Bologna) |

|  |           |                |
|  | Marcatori | 10’, 83’ Boffi |

#### Girone di ritorno
| Arbitro: | Scarpi (Dolo) |

|            |           |  |
| Ottino 26’ | Marcatori |  |

| Arbitro: | Silvano (Torino) |

|                                |           |            |
| Cappello IV 12’, 60’ Boffi 43’ | Marcatori | 13’ Fabbro |

| Arbitro: | Dattilo (Roma) |

|                                   |           |                  |
| Biavati 2’, 20’ (rig.) Sansone 5’ | Marcatori | 74’ (rig.) Boffi |

| Arbitro: | Scorzoni (Bologna) |

|                 |           |                           |
| Rava 47’ (aut.) | Marcatori | 28’ (rig.) Sentimenti III |

| Arbitro: | Dattilo (Roma) |

|           |           |             |
| Conti 28’ | Marcatori | 11’ Bollano |

| Arbitro: | Scorzoni (Bologna) |

|                                      |           |                        |
| Meazza 6’ Boffi 49’ Bollano 64’, 86’ | Marcatori | 41’ Amadei 82’ Krieziu |

| Arbitro: | Zelocchi (Modena) |

|                      |           |         |
| Meazza 12’ Boffi 51’ | Marcatori | 56’ Gei |

| Arbitro: | Dattilo (Genova) |

|  |           |                           |
|  | Marcatori | 13’ Boffi 36’ Cappello IV |

| Arbitro: | Curradi (Firenze) |

|           |           |           |
| Boffi 52’ | Marcatori | 49’ Puppo |

| Arbitro: | Fois (Roma) |

|                                   |           |                                |
| Grezar 51’ (rig.) De Filippis 54’ | Marcatori | 43’ Cappello IV 78’ Todeschini |

| Arbitro: | Zelocchi (Modena) |

|                            |           |                                              |
| Meazza 18’ Cappello IV 55’ | Marcatori | 21’, 53’, 84’ Menti II 43’ Petron 79’ Ossola |

| Arbitro: | Silvano (Torino) |

|              |           |  |
| Castelli 58’ | Marcatori |  |

| Arbitro: | Galeati (Bologna) |

|                      |           |                                         |
| Cappello IV 19’, 23’ | Marcatori | 14’, 22’, 73’ Puccinelli 34’, 62’ Piola |

| Arbitro: | Zelocchi (Modena) |

|                           |           |                         |
| Quario 19’ Campatelli 82’ | Marcatori | 1’ Boffi 90’ Trapanelli |

| Arbitro: | Biancone (Roma) |

|  |           |                       |
|  | Marcatori | 3’ Piana 49’ Viani II |

### Coppa Italia

#### Fase a eliminazione diretta
| Arbitro: | Ciamberlini (Genova) |

|                                              |           |         |
| Boffi 24’ Bollano 74’, 77’ (rig.) Meazza 89’ | Marcatori | 60’ Gei |

| Arbitro: | Galeati (Bologna) |

|                                                            |           |                         |
| Rosellini 62’ Antonini 70’ Bollano 74’ (rig.) Sandroni 83’ | Marcatori | 19’ Gualtieri 56’ Piola |

| Arbitro: | Bogetti (Torino) |

|                                                              |           |  |
| Todeschini 25’ Boffi 45’, 60’, 77’, 81’ Spaggiari 59’ (aut.) | Marcatori |  |

| Arbitro: | Mattea (Torino) |

|                            |           |                    |
| Meazza 71’ Cappello IV 82’ | Marcatori | 41’ (rig.) Alberti |

| Arbitro: | Dattilo (Roma) |

|                 |           |             |
| Cappello IV 83’ | Marcatori | 67’ Bellini |

| Arbitro: | Galeati (Bologna) |

|                                                |           |           |
| Lushta 29’, 69’, 71’ Sentimenti III 34’ (rig.) | Marcatori | 56’ Boffi |

## Statistiche

### Statistiche di squadra
| Competizione | Punti  | In casa | In casa | In casa | In casa | In casa | In casa | In trasferta | In trasferta | In trasferta | In trasferta | In trasferta | In trasferta | Totale | Totale | Totale | Totale | Totale | Totale | DR |
| Competizione | Punti  | G       | V       | N       | P       | Gf      | Gs      | G            | V            | N            | P            | Gf           | Gs           | G      | V      | N      | P      | Gf     | Gs     | DR |
| ------------ | ------ | ------- | ------- | ------- | ------- | ------- | ------- | ------------ | ------------ | ------------ | ------------ | ------------ | ------------ | ------ | ------ | ------ | ------ | ------ | ------ | -- |
| Serie A      | 27     | 15      | 8       | 3       | 4       | 35      | 27      | 15           | 2            | 4            | 9            | 18           | 26           | 30     | 10     | 7      | 13     | 53     | 53     | 0  |
| Coppa Italia | finale | 5       | 4       | 1       | 0       | 17      | 5       | 1            | 0            | 0            | 1            | 1            | 4            | 6      | 4      | 1      | 1      | 18     | 9      | +9 |
| Totale       | -      | 20      | 12      | 4       | 4       | 52      | 32      | 16           | 2            | 4            | 10           | 19           | 30           | 36     | 14     | 8      | 14     | 71     | 62     | +9 |

### Statistiche dei giocatori
| Giocatore        | Serie A  | Serie A | Coppa Italia | Coppa Italia | Totale   | Totale |
| Giocatore        | Presenze | Reti    | Presenze     | Reti         | Presenze | Reti   |
| ---------------- | -------- | ------- | ------------ | ------------ | -------- | ------ |
| G. Antonini      | 28       | 0       | 6            | 1            | 34       | 1      |
| A. Boffi         | 26       | 22      | 5            | 6            | 31       | 28     |
| A. Bollano       | 25       | 8       | 3            | 3            | 28       | 11     |
| E. Boniforti     | 26       | 0       | 6            | 0            | 32       | 0      |
| G. Cappello      | 30       | 10      | 5            | 2            | 35       | 12     |
| A. Degli Esposti | 4        | 1       | 1            | 0            | 5        | 1      |
| G. Granata       | 3        | 0       | 1            | 0            | 4        | 0      |
| D. Guagnetti     | 9        | 0       | 3            | 0            | 12       | 0      |
| G. Mattioni      | 0        | 0       | 0            | 0            | 0        | 0      |
| G. Meazza        | 23       | 3       | 4            | 2            | 27       | 5      |
| L. Remondini     | 25       | 0       | 6            | 0            | 31       | 0      |
| L. Rosellini     | 28       | 4       | 6            | 1            | 34       | 5      |
| G. Rossetti      | 25       | -43     | 4            | -6           | 29       | -49    |
| E. Sandroni      | 12       | 0       | 1            | 1            | 13       | 1      |
| P. Todeschini    | 27       | 2       | 5            | 1            | 32       | 3      |
| G. Toppan        | 24       | 0       | 6            | 0            | 30       | 0      |
| P. Trapanelli    | 1        | 1       | 2            | 0            | 3        | 1      |
| G. Vannucci      | 7        | 0       | 0            | 0            | 7        | 0      |
| F. Ventura       | 2        | 0       | 0            | 0            | 2        | 0      |
| M. Zorzan        | 5        | -10     | 2            | -3           | 7        | -13    |